# Vollrad Kuhn

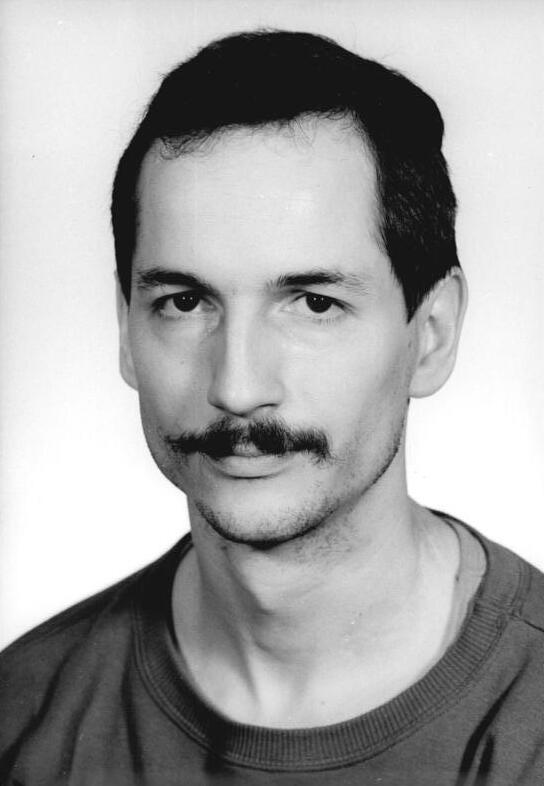
Vollrad Kuhn 1990

Vollrad Kuhn (* 31. August 1956 in Lehnin) ist ein deutscher Ingenieur, Umweltschützer und Politiker. Er gründete 1989 die Grüne Partei in der DDR mit und war für Bündnis 90/Die Grünen von 1995 bis 1999 Mitglied des Berliner Abgeordnetenhauses.

## Leben
Kuhn bestand das Abitur in Fürstenwalde und studierte im Anschluss Maschinen- und Schiffbau an der Universität Rostock. Dieses Studium schloss er als Diplom-Ingenieur ab. Er engagierte sich ab 1984 innerhalb der evangelischen Kirche in Fürstenwalde, wo sein Vater Superintendent war, und gründete eine kirchliche Umweltgruppe mit. 1989 beteiligte sich Kuhn mit Carlo Jordan, Carola Stabe und anderen an der Gründung der Grünen Partei in der DDR, war einer der ersten Sprecher und arbeitete bis Juni 1990 als deren Referent für Öffentlichkeitsarbeit. Im Juni 1990 wurde er zum stellvertretender Bezirksbürgermeister von Berlin-Mitte und Bezirksstadtrat für Umwelt- und Naturschutz gewählt. In dieser Funktion eröffnete er den ersten Umweltladen im Ostteil der Stadt. Nach den Kommunalwahlen 1992 wurde er als Bezirksstadtrat für Wirtschaft und Umwelt im Bezirk Treptow gewählt. 1995 wurde er ins Berliner Abgeordnetenhaus gewählt, dem er für eine Legislaturperiode bis 1999 angehörte. Er war zeitweise Mitglied im Fraktionsvorstand und als wirtschaftspolitischer Sprecher Klageführer für die Fraktion gegen die Teilprivatisierung der Berliner Wasserbetriebe beim Landesverfassungsgericht.
Ab 2000 arbeitete Kuhn als Projektmanager für die Berliner Energieagentur und war für internationale Beratungsprojekte bis Ende 2008 zuständig. Daneben engagierte er sich mehr als fünf Jahre lang für die Kollegen als ehrenamtlicher Betriebsratsvorsitzender. Ab 2009 war er als Projektmanager der Clinton Climate Initiative der William. J. Clinton-Stiftung für die Energieeffizienz-Gebäudeprojekte in Europa verantwortlich sowie als City Director Berlin tätig. Seit Mitte 2010 arbeitet er als Manager im Bereich Gebäude-Energieeffizienz für ein globales US-Unternehmen. Am 26. Januar 2017 wurde Kuhn im Bezirk Berlin-Pankow zum Stadtrat für Stadtentwicklung und Bürgerdienste sowie stellvertretenden Bezirksbürgermeister gewählt.
Vollrad Kuhn hat in seiner fast fünfjährigen Amtszeit wichtige Vorhaben auf den Weg gebracht bzw. umgesetzt, u. a. die Aufstellung eines Bebauungsplanes im Ortsteil Pankow, um aus Klimaschutzgründen eine zu massive Nachverdichtungs-Bebauung zu verhindern, die Unterstützung der Errichtung der 6. und leistungsstärksten Berliner Windkraftanlage durch Abschluss eines Pachtvertrages, das Bürger-Dialogverfahren zum innerstädtischen Wohnungsbauvorhaben mit nun 1200 Wohnungen an der Michelangelostrasse, das wichtige Vorhaben „Pankower Tor“ (2100 Wohnungen, u. a. zwei Kitas, zwei Schulen, Fahrradparkhaus) mit Aufstellung des Bebauungsplans und Abschluss des städtebaulichen Workshop-Verfahrens und mehrere Projekte zum Ausbau der Radverkehrsinfrastruktur, der Einrichtung von Fahrradstraßen und zwei Kiezblocks.
Zweimal wurde in der Bezirksverordnetenversammlung ein Missbilligungsantrag gegen Vollrad Kuhn in seiner Eigenschaft als Stadtentwicklungsstadtrat gestellt. Im September 2020 erhielt der 2. Missbilligungsantrag eine Mehrheit.
In seiner Amtszeit war er u. a. gewählter Sprecher der AG Nord des Kommunalen Nachbarschaftsforums Berlin-Brandenburg e. V. und Vorsitzender des Fachausschusses für Stadtentwicklung, Wohnen, Umwelt, Verkehr, Energie und Betriebe des Rates der Bürgermeister.
Vollrad Kuhn wurde mit Ernennung des neuen Bezirksamtes nach den Wahlen im November 2021 als Wahlbeamter in den Ruhestand versetzt und unterstützt als Berater und Inhaber eines Ingenieurbüros verschiedene Vorhaben der Stadt- und Regionalentwicklung und Energieeffizienz.
Kuhn ist verheiratet und hat drei Kinder.